# Sbory dobrovolných hasičů ve Středočeském kraji
Jednotku sboru dobrovolných hasičů obce je podle § 68 zákona č. 133/1985 Sb., o požární ochraně,
povinna zřídit každá obec. Své sbory dobrovolných hasičů zřizují též některé průmyslové, dopravní a jiné firmy.
Většina sborů má ve svém názvu buď celá slova Sbor dobrovolných hasičů nebo jen zkratku SDH, některé sbory však mají názvy tvořené jinak.
Sbory dobrovolných hasičů v Česku zastřešuje Sdružení hasičů Čech, Moravy a Slezska (SH ČMS),
sbory v Čechách zastřešuje Česká hasičská jednota.
Sbory jsou označeny šesticiferným evidenčním číslem (první trojčíslí odpovídá okresu) a podle své velikosti, významu a vybavení se člení do kategorií pomocí označení římskými číslicemi II až VI (číslo I mají profesionální sbory HZS ČR):
- Kategorie II: Jednotka složena s hasičů, kteří mají širokou oblast předurčenosti (operační středisko jednotku vysílá k více druhům událostí př. Dopravní nehody, chemické havárie atd. závisí na vybavení jednotky a bojového řádu pro příslušnou oblast). Na hasičské zbrojnici je trvale připraveno k výjezdu několik hasičů 24 hodin denně. Jednotka musí vyjet z místa trvalé dislokace do 5 minut od vyhlášení poplachu.

- Kategorie III: Jednotka může i nemusí mít stálé služby na hasičské zbrojnici. Vyjíždí jako kategorie II i mimo katastr své obce. Výjezdová předurčenost jednotky závisí na vybavení a na bojovém řádu pro příslušnou oblast. (Výjezdová předurčenost se volí pro jednotky SDH podle dojezdových časů jednotky HZS do dané lokality a podle vybavení jednotky. Jednotka musí vyjet z místa trvalé dislokace do 10 minut od vyhlášení poplachu.

- Kategorie IV: Kategorie číslo IV je označení pro hasičské sbory podniku, který má zvýšenou rizikovost co se týče vzniku požáru a stupně nebezpečnosti. Většinou se na těchto požárních stanicích slouží trvalé směny jako je to u jednotek HZS. Jednotka musí vyjet z místa trvalé dislokace do 2 minut od vyhlášení poplachu.

- Kategorie V: Označení pro jednotku sboru dobrovolných hasičů obce. Jednotka zasahuje pouze v katastru obce, kde je zřízena. Pouze na žádost operačního a informačního střediska (OPIS) vyjíždí i mimo katastr obce. Jednotka musí vyjet z místa trvalé dislokace do 10 minut od vyhlášení poplachu.

- Kategorie VI: Kategorie I označuje jednotku sboru dobrovolných hasičů podniku. Jednotku zřizuje právnická osoba nebo podnikající fyzická osoba. Jednotka zasahuje pouze v areálu firmy, pro který je zřízena, nebo po žádosti OPIS vyjíždí i jinam, kam byla prostřednictvím OPIS vyslána. Jednotka musí vyjet z místa trvalé dislokace do 10 minut od vyhlášení poplachu.

## Seznam
Tento seznam obsahuje zatím především sbory uvedené v adresáři SH ČMS. Ve skutečnosti každá obec zřizuje nejméně jeden sbor.

### Okres Benešov
- SDH Blaženice
- SDH Bystřice
- SDH Čerčany
- SDH Domašín
- SDH Heřmaničky
- SDH Chrášťany
- SDH Kamberk
- SDH Krhanice
- SDH Lešany
- SDH Mrač[1]
- JSDH Neveklov[2]
- SDH Ostředek
- SDH Pavlovice[3]
- SDH Pecerady
- SDH Přibyšice
- SDH Soběhrdy[4]
- SDH Trhový Štěpánov
- SDH Václavice
- SDH Vlašim
- SDH Vrchotovy Janovice
- SDH Vysoká Lhota (Čerčany)
- SDH Studený
- SDH Čechtice

### Okres Beroun
- SDH Broumy
- SDH Bzová
- SDH Černín
- SDH Drahlovice
- SDH Hatě
- SDH Hýskov
- SDH Chrustenice
- SDH Chyňava
- SDH Jánská
- SDH Králův Dvůr
- SDH Kublov
- SDH Lhotka
- SDH Libečov
- SDH Liteň
- SDH Malé Přílepy
- SDH Nenačovice
- SDH Nový Jáchymov
- SDH Olešná
- SDH Osek
- SDH Otročiněves
- SDH Stradonice
- SDH Svatý Jan pod Skalou
- SDH Tetín
- SDH Tmaň
- SDH Trubín
- SDH Vráž
- SDH Všeradice
- SDH Vysoký Újezd
- SDH Záluží
- SDH Zdice
- SDH Žebrák
- SDH Železná
- SDH Žloukovice
- SDH Hostomice

a další

### Okres Kladno
- SDH Brandýsek
- SDH Braškov[5]
- SDH Buštěhrad
- SDH Černuc
- SDH Dřetovice
- SDH Hostouň
- SDH Hřebeč
- SDH Lány
- SDH Lhota
- SDH Miletice
- SDH Pchery
- SDH Pletený Újezd
- SDH Smečno
- SDH Unhošť
- SDH Velvary
- SDH Vraný[6]
- SDH Zlonice
- SDH Žilina

a další

### Okres Kolín
- SDH Býchory
- SDH Cerhenice
- SDH Český Brod
- SDH Dobré pole
- SDH Dobřichov
- SDH Drahobudice
- SDH Chotýš
- SDH Klučov
- SDH Kolín
- SDH Kouřim
- SDH Krakovany
- SDH Křečhoř
- SDH Kšely
- SDH Lžovice
- SDH Mančice
- SDH Nehvizdy
- SDH Ovčáry
- SDH Pečky
- SDH Poříčany
- SDH Plaňany
- SDH Ratenice[7]
- SDH Rostoklaty
- SDH Sendražice
- SDH Starý Kolín
- SDH Štíhlice
- SDH Tismice
- SDH Třebovle
- SDH Tři Dvory
- SDH Tuchoraz
- SDH Tuklaty
- SDH Týnec nad Labem
- SDH Vrátkov
- SDH Vítězov[8]
- SDH Vrbčany
- SDH Zibohlavy
- SDH Žiželice

a další

### Okres Kutná Hora
- SDH Církvice[9]
- SDH Nesměřice
- SDH Nové Dvory
- SDH Uhlířské Janovice
- SDH Zruč nad Sázavou
- SDH Kutná Hora - Malín
- SDH Kutná Hora - Neškaredice
- SDH Kutná Hora - Poličany
- SDH Křesetice
- SDH Malešov
- SDH Chotusice
- SDH Svatý Mikuláš
- SDH Žehušice
- SDH Červené Janovice
- SDH Chlístovice
- SDH Čáslav

a další

### Okres Mělník
- SDH Mělník-Blata[10]
- SDH Chorušice
- SDH Dolní Beřkovice
- SDH Kostelec nad Labem[11]
- JSDH Ledčice
- SDH Libiš
- SDH Mělník-Mlazice[12]
- SDH Nelahozeves[13]
- SDH Neratovice
- SDH Obříství[14]
- SDH Úžice
- SDH Všetaty

### Okres Mladá Boleslav
- SDH Kolomuty
- SDH Kosmonosy
- SDH Kněžmost
- SDH Luštěnice[15]
- SDH Nepřevázka
- SDH Petkovy
- SDH Týnec (Dobrovice)
- SDH Podlázky
- SDH Vinec
- SDH Všejany

a další

### Okres Nymburk
- SDH Běrunice
- SDH Bříství
- SDH Budiměřice
- SDH Byšičky
- SDH Čilec
- SDH Dobšice
- SDH Dlouhopolsko
- SDH Doubravany
- SDH Dubečno
- SDH Dvorce
- SDH Dymokury
- SDH Hořany
- SDH Hořátev
- SDH Hronětice
- SDH Hrubý Jeseník
- SDH Choťánky
- SDH Chotěšice
- SDH Chrást
- SDH Chroustov
- SDH Jíkev
- SDH Kamenné Zboží
- SDH Kanín
- SDH Kluk
- SDH Kněžice
- SDH Kněžičky
- SDH Kostelní Lhota
- SDH Kostomlátky
- SDH Košík
- SDH Kounice
- SDH Kovanice
- SDH Krchleby
- SDH Křečkov
- SDH Křinec
- SDH Libice nad Cidlinou
- SDH Loučeň
- SDH Lysá nad Labem
- SDH Mcely
- SDH Mečíř
- SDH Městec Králové
- SDH Milovice
- SDH Milovice-Mladá
- SDH Nový Dvůr
- SDH Nymburk
- SDH Odřepsy
- SDH Opolánky
- SDH Pátek[16]
- SDH Patřín
- SDH Písková Lhota
- SDH Písty
- SDH Polabec
- SDH Přední Lhota
- SDH Přerov nad Labem
- SDH Rašovice
- SDH Rožďalovice
- SDH Sadská
- SDH Sány
- SDH Seletice
- SDH Semice
- SDH Sloveč
- SDH Stará Lysá
- SDH Starý Vestec
- SDH Straky
- SDH Třebestovice
- SDH Tuchom
- SDH Úmyslovice
- SDH Velenka
- SDH Velké Výkleky
- SDH Velké Zboží
- SDH Vestec
- SDH Vlkov nad Lesy
- SDH Všechlapy
- SDH Vykáň
- SDH Záhornice
- SDH Zavadilka
- SDH Zbožíčko
- SDH Zvěřínek
- SDH Žitovlice

### Okres Praha-východ
- SDH Aero Vodochody
- SDH Babice
- SDH Brandýs nad Labem
- SDH Brázdim
- SDH Božkov
- SDH Čelákovice
- SDH Dolínek
- SDH Doubek
- SDH Dřevčice[17]
- SDH Herink
- SDH Hrusice
- SDH Husinec-Řež
- SDH Jenštejn
- SDH Jirny
- SDH Káraný
- SDH Klecany
- SDH Klokočná
- SDH Kojetice
- SDH Kostelec nad Černými lesy
- SDH Kostelec u Křížků
- SDH Křížkový Újezdec
- SDH Kuří
- SDH Lensedly
- SDH Líbeznice
- SDH Lojovice
- SDH Mnichovice
- SDH Modletice[18]
- SDH Mukařov
- SDH Nehvizdy
- SDH Nechánice
- SDH Nové Jirny
- SDH Ondřejov
- SDH Pětihosty
- SDH Podolanka
- SDH Popovičky
- SDH Přezletice
- SDH Radějovice
- SDH Řehenice
- SDH Říčany
- SDH Sedlčánky
- SDH Senohraby
- SDH Svémyslice
- SDH Svojšovice
- SDH Stará Boleslav
- SDH Struhařov
- SDH Šestajovice
- SDH Škvorec
- SDH Štíhlice
- SDH Tehov
- SDH Tehovec
- SDH Těptín[19]
- SDH Třemblat
- SDH Turkovice
- SDH Úvaly
- SDH Veleň
- SDH Všechromy
- SDH Všestary
- SDH Vyšehořovice
- SDH Zápy
- SDH Záryby
- SDH Zdiby
- SDH Zlatá
- SDH Zvánovice
- SDH Žernovka

a další

### Okres Praha-západ
- SDH Zlatníky

- SDH Jílové u Prahy[20]
- SDH Dolní Jirčany
- SDH Buš[21]
- SDH Drahelčice[22]
- SDH Dobřichovice[20]
- SDH Hostivice
- SDH Hradištko[23]
- SDH Choteč
- SDH Libčice II - Letky
- SDH Masečín[24]
- JSDH Mokropsy[25]
- SDH Okrouhlo[26]
- SDH Průhonice
- SDH Slapy nad Vltavou[27]
- SDH Sloup u Davle[28]
- SDH Solopisky
- SDH Štěchovice[29]
- SDH Třebotov
- SDH Úhonice
- SDH Klínec[30]
- SDH Zahořany
- SDH Roztoky
- SDH Kozinec
- SDH Horoměřice
- SDH Úholičky
- SDH Středokluky
- SDH Kněževes
- SDH Průhonice

a další

### Okres Příbram
- SDH Bezděkov pod Třemšínem
- SDH Březové Hory[31]
- SDH Buková u Rožmitálu pod Třemšínem
- SDH Čenkov
- SDH Hrachov[32]
- SDH Jince
- SDH Klučenice
- JSDH Kozárovice
- SDH Láz
- SDH Narysov
- SDH Obecnice
- SDH Prosenická Lhota
- SDH Radětice
- JSDH Sedlčany
- SDH Stará Huť
- SDH Věšín
- SDH Vysoká Pec
- SDH Zdaboř

a další

### Okres Rakovník
- SDH Nové Strašecí
- SDH Chrášťany
- SDH Řevničov
- SDH Kounov[33]
- SDH Mšec

a další